# Хария
Хария (на гръцки: Χαριά) е село в Република Гърция, област Пелопонес, дем Източен Мани. Селото има население от 89 души.

## Личности
Родени в Хария
- Михаил Анагностакос (1875 – 1913), гръцки офицер, деец на Гръцката въоръжена пропаганда в Македония